# 養老町立高田中学校
養老町立高田中学校（ようろうちょうりつ たかだちゅうがっこう）は、岐阜県養老町にある公立中学校である。在籍者は校区内の養老町立養老小学校・養北小学校・日吉小学校の三校出身者が大半を占める。3学年12学級あり、約430人が学ぶ。

## 部活動
運動部
- 陸上部
- ソフトボール部
- 柔道部 男子
- 柔道部 女子
- 野球部
- サッカー部
- バレー部　男子
- バレー部　女子
- バスケットボール部 男子
- バスケットボール部 女子
- 剣道部 男子
- 剣道部 女子
- 卓球部 男子
- 卓球部 女子
- ソフトテニス部 男子
- ソフトテニス部 女子
- バドミントン部

文化部
- 吹奏楽部
- 創作部
- 園芸部
- 情報部

学校の公式HPは情報部が中心となって行われている。

## 教育活動
生徒への教育の一環として伝統的に、1年生には校内の芝生管理、2年生には学校脇を流れる御所川の清掃、3年生は花壇の管理を行っている。清掃や整備は人間性の形成や地道に活動することの必要性、自然とのふれあい等の観点で授業時間を割き活動している。
特に特記すべき事項としては第2学年で行われる御所川の清掃がある。御所川は街の中心部を流れる異臭のするドブ川であるが、その中に生徒を入れ、清掃させることは子供たちに強い衝撃を与える。
実際、生徒専用のつなぎが用意され、活動は行われている。
始まりは昭和60年代といわれ、この頃は環境問題真っ盛りの時代であり、現在と比較しても酷い状態であったと考えられる。
毎日の活動としては早朝、放課後に生徒たちが担当に分かれ、川の中に入ってゴミを回収している。
この当番制の活動によって年々環境がよくなっており、現在は異臭もほとんどなくなっている。
また、芝生は西濃地区一の面積を誇っている。

## 修学旅行
近年は1年生が国立乗鞍青少年自然の家にて乗鞍岳登頂や高山市研修を通し、小学生からの脱却、集団生活、自主性の向上を目指している。
2年生は国立若狭青少年自然の家で活動を行う。( 平成22年度の2年生の研修は国立美浜青少年自然の家 )
1年生が山。2年生が海という構成になっている。
3年生は平和学習の延長線上で広島で活動を行う。世界遺産原爆ドームの視察や広島平和記念資料館などを中心に原子爆弾の悲惨さを実際に見学し学ぶ。その後ユニバーサルスタジオジャパンに向かう。
近隣の学校が軒並み東京都に修学旅行に向かうが、高田中学校は数年前から広島-USJが続いている。

## 伝統の灯
高田中学校では大切にしている8つの姿を"8つの伝統"と呼んでいる。
伝統はろうそくの灯として受け継がれており、「生徒会」「合唱」「いしずえ」「部活動」「学習」「環境」「黙働」「挨拶」がある。
2月の"継承と発展を誓う会"にて先輩から後輩へろうそくの灯が一人ひとりに渡され、幻想的な空間を醸し出す。
伝統の灯は教師が決めているものではないので、生徒の意向によって追加されることがあれば、除外されることもある。

## 著名な出身者
- 輝面龍政樹（元大相撲力士）

## 愛校歌
高田中学校の校歌は、その名前の前に「愛」をつけた珍しいものになっている。
また校歌とは別に「生徒会歌」というものが存在し、長年使用されていなかったが平成22年度に生徒の手により復活し、現在生徒会行事で使用されている。

## 沿革
- 1947年（昭和22年）4月 - 養老郡高田町、養老村、広幡村、小畑村、多芸村で学校組合を設立。岐阜県養老郡学校組合立高田中学校として開校。本校は高田町立高田小学校に置き、高田町と広幡村の生徒が通学。小畑村立小畑小学校に小畑分校、多芸村立多芸小学校に多芸分校、養老村役場に養老分校を設置。
- 1948年（昭和23年）
  - 4月 - 日吉村が学校組合に加わり、日吉村立日吉小学校に日吉分校を設置。
  - 11月3日 - 現在地に校舎が完成。教室不足のため、隣接する高田小学校の北舎を高田中学校北舎とする。2・3年生が本校に移り、1年生は本校と各分校へ通学。
- 1949年（昭和24年）5月28日 - 東舎が完成。全生徒が本校に通学し、小畑分校、多芸分校、養老分校、日吉分校を廃止。高田小学校から借りていた校舎を返還する。
- 1950年（昭和25年）7月20日 - 講堂が完成。
- 1954年（昭和29年） 高田町、養老村、広幡村、上多度村、池辺村、笠郷村、小畑村、多芸村、日吉村、合原村の一部（室原地区）が合併し、養老町が発足。同時に養老町立高田中学校に改称する。
- 1962年（昭和37年）5月8日 - 新校舎（鉄筋コンクリート造3階建）が完成。
- 1963年（昭和38年）
  - 4月20日 - 校舎を増築する。
  - 8月13日 - プールが完成。
- 1964年（昭和39年）1月31日 - 校舎を増築する。
- 1966年（昭和41年）5月17日 - 技術科教室が完成。
- 1974年（昭和49年）6月15日 - 管理棟が完成。
- 1980年（昭和55年）4月 - 広幡地区が新設の養老町立東部中学校校区に移る。

## 通学区域[2]
- 高田
- 押越
- 烏江
- 高田馬場町
- 竜泉寺
- 上方
- 明徳
- 五日市
- 石畑
- 養老
- 養老公園
- 高林
- 京ヶ脇
- 勢至
- 柏尾
- 沢田
- 桜井
- 鷲巣（松栄町）
- 泉町
- 三神町
- 滝見町
- 直江
- 飯田
- 蛇持
- 江月
- 祖父江
- 大坪
- 飯積
- 金屋
- 宇田
- 橋爪
- 中
- 豊
- 安久
- 色目
- 室原

## 進学前小学校
- 養老小学校
- 養北小学校
- 日吉小学校

## 交通機関
- 養老鉄道美濃高田駅より徒歩13分。